# Heka

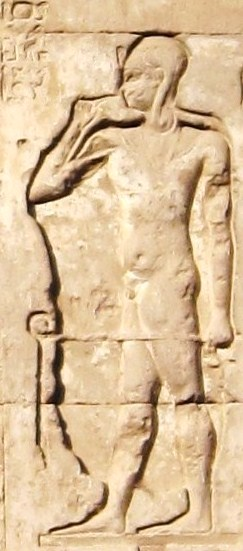
Relieve del dios Heka en el templo de Esna.

Heka es una deidad de la mitología egipcia, considerado la personificación de la magia o la fuerza divina del universo. Se le creía hijo de Atum, o alternativamente de Jnum y Menhit. Su nombre, que recibió también la forma griega Hike, significa "el que activa el ka".

## Iconografía
Heka aparecía por lo general como un hombre con el atuendo y la barba curvada típica de los dioses, en ocasiones estrangulando dos serpientes entrelazadas en sus manos. Sin embargo, en la Baja Época, Heka fue venerado con la forma de un niño, igual que muchas otras divinidades masculinas, y así aparece en numerosas imágenes acompañando a diversas parejas divinas como su hijo.

## Mitología
Desde el punto de vista mitológico, heka había existido desde el momento de la creación, de manera que el dios Heka podía ser considerado también un dios creador. La magia confería poderes a todos los dioses, por lo que Heka fue también un dios de poder cuyo nombre estaba ligado a este significado a partir de la Dinastía XX.
Los Textos de las Pirámides indican que, debido a su gran poder, Heka era temido por los propios dioses, y se decía que acompañaba al dios sol en su barca y que protegía al dios Osiris en el mundo inferior.

## Culto
Los sacerdotes del dios Heka eran médicos-magos que tenían escuelas sacerdotales en Heliópolis, Menfis y Esna. 
Heka no recibía un culto regular, aunque su función en la religión del Antiguo Egipto poseía una importancia considerable. Se invocaba a Heka en muchos contextos mágico-religiosos, y durante el período romano se llevaba una estatua del dios en procesión desde el templo de Esna hasta los campos circundantes para asegurar su fertilidad. 
Heka cumplía también una función en las creencias de después de la muerte; los Textos de las Pirámides reivindican directamente su autoridad y los Textos de los Sarcófagos contienen un conjuro "para convertirse en el dios Heka".
| V28 | D28 | A40 |

| V28 | D28 | A40 |